# Theodor Gottlob
Theodor Gottlob (geboren 1890 in Essen; gestorben 1953 in Bonn) war ein deutscher Theologe und Kanonist. Sein Forschungsschwerpunkt war die kirchliche Rechtsgeschichte des Mittelalters.

## Leben

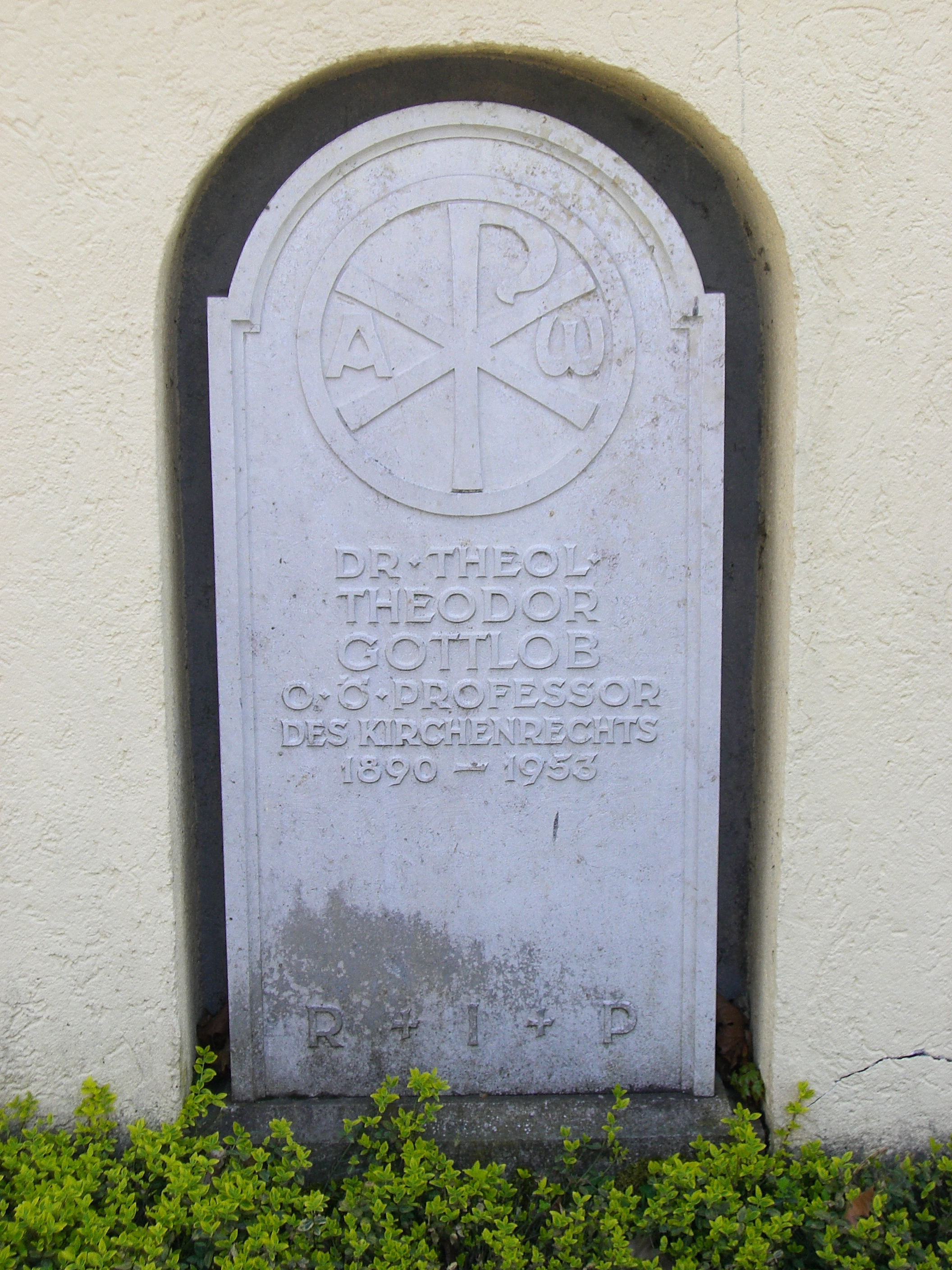
Grabstätte auf dem Hauptfriedhof Freiburg im Breisgau

Gottlob war Sohn eines Schreinermeisters. Er studierte in Bonn Theologie und wurde danach 1914 in Köln zum Priester geweiht. Anfang 1919 legte er die Prüfung für das höhere Lehramt in Preußen ab und war anschließend als Studienrat Religionslehrer erst in Essen und (ab 1935) in Bonn. Parallel forschte er zu kirchenrechtsgeschichtlichen Themen. 1928 wurde er mit einer Dissertation zum Chorepiskopat im Mittelalter bei Albert Koeniger an der Universität Bonn promoviert, 1933 reichte er ebenfalls in Bonn seine Habilitationsschrift zum kirchlichen Amtseid der Bischöfe ein. Erst 1935 erhielt er die Venia legendi für Kirchenrecht und kirchliche Rechtsgeschichte. Im Jahr 1939 berief ihn die Universität Freiburg als Vertreter auf die (seit der Emeritierung von Nikolaus Hilling 1937 vakante) Professur für Kirchenrecht. Unmittelbar nach Kriegsende, am 8. Mai 1945, wurde Gottlob zunächst zum außerordentlichen Professor, 1947 dann zum Ordinarius ernannt und hatte die Professur bis zu seinem Tod 1953 inne. 1948 und noch einmal 1952 war Gottlob Dekan der theologischen Fakultät.